# 芒族
芒族（越南语：／）是越南官方劃分的54個民族之一，主要分布在越南西北部，集中於和平省，以及清化省的山區，人口約136.4萬，是越南第三大的少數民族。

## 分布
芒族的主要居住地介于泰族和京族的分布區之間，南北約350千米長，東西約80千米寬的狹長地帶，從安沛省西北部一直延伸到乂安省：包括和平省的全部，清化省的伯烁县、锦水县、良政县、玉勒县、如春县、石城县，富壽省的清山县、安立县，山羅省的扶安县、北安县、木州县，河内市的巴位县、国威县，安沛省的文振县、镇安县等。在越南南部的多乐省、同奈省等也有芒族零星分布。

## 族稱與族源
芒族人自称“莫尔”，在一些地区又有不同称呼，如“莫”（和平省）、“莫爱”（昆爱地区）、“蒙沙”（广平省）等。“芒”他族對該民族的稱呼，在泰语中，“芒”（勐）是“区域”或“地区”之意。芒族人还自称“孟龙”，意即“住在中心地区的人”。
芒族是一個古老的民族，从语言、文化和风俗习惯等方面来看，芒族與京族有亲缘关系，可能同源于雒越，与东山文化有关。两千多年来，居住于红河流域与沿海地区的雒越人，经济发展更快，受汉文化影响较深，逐渐分化为京族；而居住于山区的雒越人较大程度保留了傳統的生活方式，形成今天的芒族。芒族姓氏主要有丁（Đinh）、郭（Quách）、白（Bạch）、裴（Bùi）、孫（Tôn）、高（Cao）、杨（Dương）、何（Hà）、黄（Hoàng）、黎（Lê）、阮（Nguyễn）、范（Phạm）、曾（Tăng）、张（Trương）、冯（Phùng）、车（Xa）。

## 語言文字
芒族的語言稱為芒語，與越南語很接近，但漢語借詞更少，亦屬于南亞語系孟-高棉語族的越語支。
芒族本無文字，但有丰富的口傳民间文学，如史詩、歌谣、谚语等。史詩《生土生水》（芒語：Te tấc te đác，越南语：／）反映了古代芒族对宇宙、人类发展以及英雄的观念。
相對于越南的主體民族京族，芒族受漢文化的影響相對較小。由于和西部的泰族交流廣泛，因此在文化習俗上與泰族有諸多類似。

## 宗教
現代芒族人主要信仰佛教和天主教，但也受到原始萬物有靈信仰的影響。村莊多建有祭祀城隍的亭子，並求拜土地、山神、林神、河神等，且認爲存在妖魔坑害人類。
民間有各種禁忌，禁止食用某些動物，這可能是原始圖騰的殘餘。
芒族實行祖先崇拜，有祭祖的習慣。

## 經濟與社會

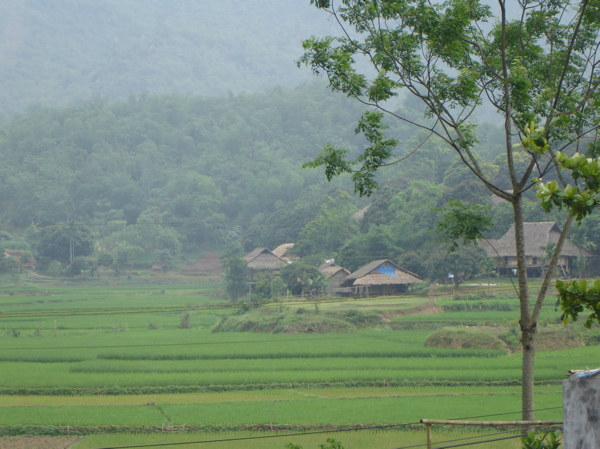
和平省的芒族村落

芒族長期從事山地農業，生產方式較為落后，以水稻為主要食糧，亦耕種旱稻，以及黃麻、棉花等經濟作物，同時進行采集、漁獵，并飼養家豬、水牛、雞、鴨等家畜家禽作為食物補充。其他收入來源包括售賣山林特產，如木材、桂皮、蘑菇等。
手工業有織布、染色、養蠶、繅絲等，可自行生産衣物和簡單器具。幾乎沒有制陶瓷、冶鉄業，陶瓷器皿和金屬工具需要通過與外界交易得來。
芒族村落常由十數戶組成，房屋為干欄式（高腳房屋），內部以竹屏分隔。屋中設有龕位，是為祖先而設。門外放有水桶，供入室前洗腳使用。
越南八月革命前，芒族社會階層有嚴格等級之分，家庭則有明顯的父權性質，家中事務由男子決定。婦女是生産中的重要勞動力，因此也有權參與家庭事務。基本實行一夫一妻制，過去上層中亦存在一夫多妻。

## 民俗
芒族人於慶典或接待重要客人時，會飲用罐酒（Rượu cần），以長吸管吸取大甕中的米酒。

## 名人
- 黎来，黎利起兵初期重要将领
- 黎念，越南后黎朝大臣、将领
- 范世矜，安南属明时期乂安府土官
- 冯德营，越南第十二届国会议员（2006-2011）
- 郑氏界，越南第十二届国会议员（2006-2011）
- 丁先锋，越南第十二、十三届国会议员（2006-2011，2011-2016）
- 裴文省，越南第十二、十三届国会议员（2006-2011，2011-2016）
- 何氏云，越南第十三届国会议员（2011-2016）
- 裴秋姮，越南第十四届国会议员（2016-2021）
- 白氏香翠，越南第十四届国会议员（2016-2021）
- 裴进用，越南职业足球运动员